# Dom Bento
Dom Bento C.R.S.A. (Lisboa, séc. XVI – 24 de janeiro de 1602) foi um religioso português, compositor durante o período do Renascimento.

## Biografia

Igreja do Mosteiro de São Vicente de Fora

Dom Bento nasceu em Lisboa no século XVI no seio de uma família nobre. Foi sacerdote professo da Ordem dos Cónegos Regrantes de Santo Agostinho ocupando inicialmente os cargos de corista e sacristão-mor no Mosteiro de Santa Cruz de Coimbra. Passou uma temporada no Mosteiro de São Salvador de Grijó da mesma ordem. Eventualmente mudou-se para outro mosteiro crúzio, o Mosteiro de São Vicente de Fora em Lisboa, local em que morreu em 24 de janeiro de 1602, de idade avançada e contando com mais de quarenta anos de hábito pautados pela devoção e penitência.
Segundo os seus contemporâneos foi um brilhante compositor (mestre de música) e tangedor de tecla.

## Obras
- "Postquam consummati" a 4vv
- "Salve Regina" a 4vv[2]